# Rue Président-Édouard-Herriot
Pour les articles homonymes, voir Rue Édouard-Herriot.
La rue Président-Édouard-Herriot est une voie de Nantes, en France.

## Situation et accès
Située dans le centre-ville de Nantes, la rue est bitumée, ouverte à la circulation automobile. Rectiligne et longue de 170 mètres, elle relie la place de Bretagne à la rue Jean-Jaurès dans le prolongement de la rue du Marchix. Sur son côté sud-ouest, elle rencontre la rue de l'Industrie.
Depuis 2000, la rue est parcourue par la ligne 3 qui possède une station dans sa partie septentrionale baptisée Jean-Jaurès.

## Origine du nom
La rue rend hommage à Édouard Herriot, ancien président du Conseil à trois reprises.

## Historique
L'artère dans sa configuration actuelle, est dû aux travaux de reconstruction de la ville après le Seconde Guerre mondiale. Elle remplace presque les deux tiers du tracé de la « rue du Marchix » qui était bordée par des logements insalubres qui furent détruits par les bombardements des 16 et 23 septembre 1943 qui ravageront le quartier.
Confiée par l'architecte Michel Roux-Spitz, il permettra de remettre sur les rails, le projet d'une rénovation du quartier qui été élaboré dans les années 1930. Ainsi, l'ancienne « rue du Marchix », autrefois étroite et légèrement courbée vers l'ouest est redessinée pour la rendre large et rectiligne. On la borde d'immeubles imposants : sur le côté nord, l'« hôtel des postes », déjà prévue dans le projet initial, construit par tranches échelonnées entre 1950 et 1958 ; sur le côté sud, celui de la Caisse primaire d'assurance maladie, remplaçant l'« hôtel du travail ». Les deux bâtiments furent en béton armé avec des façades revêtues de pierre reconstituée du même type que celles utilisé sur la rue du Calvaire.
Le conseil municipal a rebaptisé le 15 décembre 1958 la « rue du Marchix tronquée », en « rue Président-Édouard-Herriot ».